# Force constabulaire du Suffolk

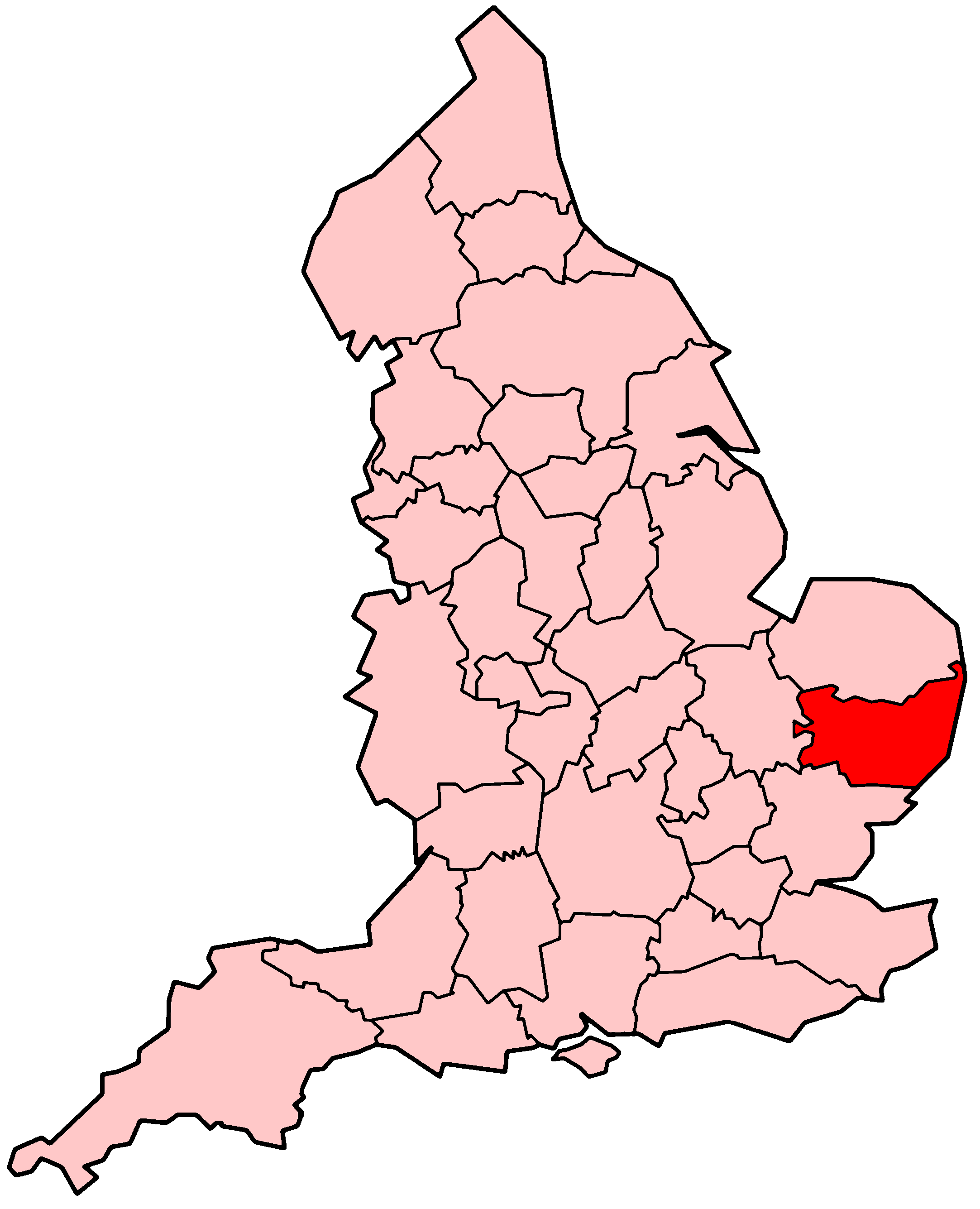
Territoire couvert par la force constabulaire du Suffolk.

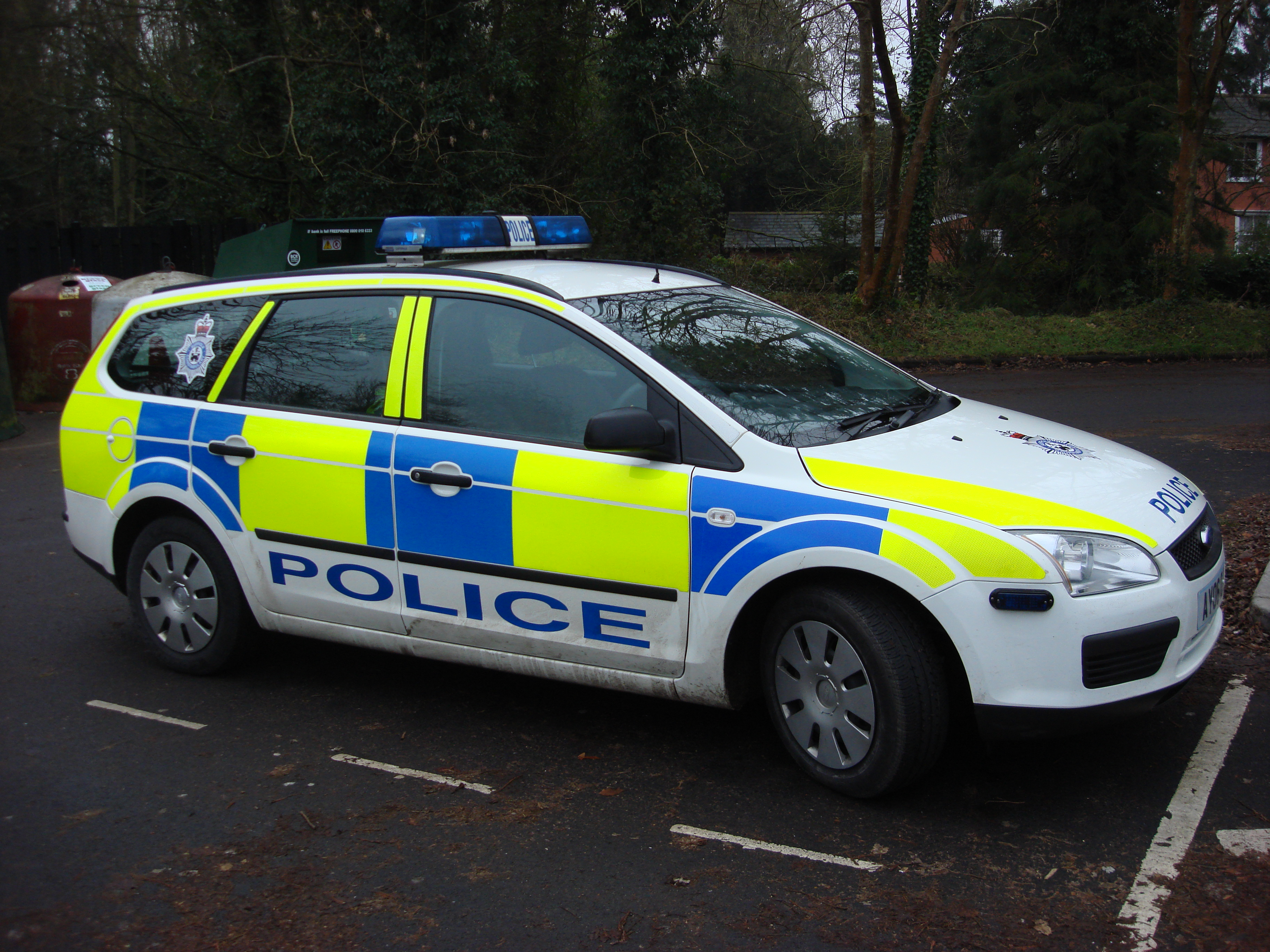
Voiture de la force constabulaire du Suffolk.

La force constabulaire du Suffolk est la force de police du Département de l'Intérieur du Royaume-Uni responsable du comté de Suffolk en Angleterre. Elle a été fondée en 1967. Son territoire couvre une superficie de 939 510 acres avec une population de 761 000 habitants (en 2023), et est divisé en deux parties : l'est et l'ouest.